# Maurus Kinter
Maurus Kinter OSB (* 21. Februar 1842 in Brünn; † 26. Juni 1928 in der Abtei Rajhrad) war Benediktiner und ein österreichischer Archivar und Bibliothekar.

## Leben
Er trat 1859 als Novize in das Benediktinerstift Raigern ein. Er studierte von 1860 bis 1863 an der bischöflichen Anstalt in Brünn Philosophie und Theologie. 1864 legte er die Profess ab und empfing die Priesterweihe. Er war von 1864 bis 1921 Bibliothekar im Stift Raigern und ab 1866 Archivar (Neuordnung und Katalogisierung des Stiftsarchivs), ab 1870 Vorstand des physikalischen Museums. Er gründete und leitete die „Studien und Mitteilungen zur Geschichte des Benediktinerordens und seiner Zweige“, deren Chefredakteur er 1880–1910 war.

## Schriften (Auswahl)
- Die Olmützer fürst-erzbischöfliche Herrschaft Hochwald. Ein historisch-topografischer Versuch. Brünn 1868, OCLC 320676801.
- Ein Rundgang durch die vatikanische Ausstellung in Rom. Brünn 1888, OCLC 838314909.
- Vitae monachorum qui ab anno 1613 in monasterio O.S.B. Raihradensi in Moravia professi in Domino obierunt. Cum 3 appendicibus. E fontibus genuinis. Brünn 1908, OCLC 23091089.